# Choi Sung-eun
Choi Sung-eun (en hangul, 최성은; en hanja, 崔成垠; romanización revisada, Choe Seong-eun) es una actriz surcoreana.

## Biografía
Estudió en el departamento de actuación de la Universidad Nacional de Artes de Corea (Korea National University of Arts).
En julio de 2021 se anunció que como medida de prevención para descartar COVID-19 se había realizado una prueba, la cual había dado negativo, después de que el actor Ji Chang-wook y un miembro del staff de la serie "The Sound of Magic" dieran positivos.

## Carrera
Es miembro de la agencia Ace Factory (에이스팩토리). Previamente fue miembro de la agencia S.A.L.T. Entertainment.
En febrero de 2021 se unió al elenco recurrente de la serie Beyond Evil donde interpretó a Yoo Jae-yi, una joven con una gran habilidad con los cuchillos que es dueña de la carnicería y restaurante "Manyang Butcher's Shop".
Ese mismo año se unió al elenco principal de la serie The Sound of Magic donde dio vida a Yoon Ah-yi, una estudiante de secundaria que lucha por mantenerse a sí misma con trabajos de medio tiempo.

## Filmografía

### Series de televisión
| Año  | Título             | Personaje  | Notas               | Ref.              |
| ---- | ------------------ | ---------- | ------------------- | ----------------- |
| 2020 | SF8                | Yi-oh      | Ep. «Joan's Galaxy» | [ 6 ] [ 7 ] [ 8 ] |
| 2021 | Beyond Evil        | Yoo Jae-yi | 16 episodios        | [ 9 ]             |
| 2022 | The Sound of Magic | Yoon Ah-yi |                     |                   |

### Películas
| Año  | Título             | Personaje    | Notas                                                          | Ref.          |
| ---- | ------------------ | ------------ | -------------------------------------------------------------- | ------------- |
| 2019 | Start-Up           | So Kyung-joo | Junto a Ma Dong-seok, Park Jung-min, Jung Hae-in y Yum Jung-ah | [ 10 ]        |
| 2019 | 졸업영화           | 채은         |                                                                |               |
| 2021 | Ten Months         | Mi-rae       | Junto a Baek Hyun-jin, Kim Geun-young y Seo Young-joo          |               |
| 2022 | Gentleman          | Kim Hwa-jin  |                                                                | [ 11 ]        |
| 2024 | Me llamo Loh Kiwan | Marie        | Junto a Song Joong-ki, Kim Sung-ryung y Jo Han-chul            | [ 12 ] [ 13 ] |

### Teatro
| Año  | Título    | Personaje | Notas |
| ---- | --------- | --------- | ----- |
| 2018 | 피와 씨앗 | 어텀      |       |

### Revistas / sesiones fotográficas
| Año  | Título  | Notas                 |
| ---- | ------- | --------------------- |
| 2022 | W Korea | junto a Ji Chang-wook |

## Premios y nominaciones
| Año  | Categoría                    | Premio                     | Trabajo     | Resultado |
| ---- | ---------------------------- | -------------------------- | ----------- | --------- |
| 2020 | Mejor actriz revelación      | 25th Chunsa Film Art Award | Start-Up    | Ganó      |
| 2020 | Mejor actriz revelación      | 29th Buil Film Award       | Start-Up    | Nominada  |
| 2021 | Mejor actriz revelación (TV) | 57th Baeksang Arts Award   | Beyond Evil | Nominada  |
| 2022 | Mejor actriz revelación      | 58th Baeksang Arts Award   | Ten Months  | Pendiente |